# عبد الحليم كركلا
عبد الحليم كركلا (1938-)، موسيقار وراقص لبناني ولد في بعلبك. أسس مسرح كركلا، وهو أول مسرح عربي راقص. ارتبط اسمه واسم فرقته بمهرجانات بعلبك الدوليّة. من أعماله «طلقة نور» 1980، «حلم ليلة شرق» 1990، «الأندلس» 1997، «ألف ليلة وليلة» 2002، «كان يا ما كان» 2012.

## حياته
درس علوم المسرح الرّاقص وتاريخه وعِلم الفلكلور العالميّ في لندن وباريس، حصل على شهادة ماجستير في فن الرقص، درس فنون الفلكلور لشعوب العالم في باريس. أسس فرقة "كركلّا" في العام 1968 بعد عودته إلى لبنان مدرباً في مهرجانات بعلبك الدولية.
حاز كركلا على بطولة لبنان بالزانة (القفز العالي بالعصا) والقفز العريض وسباق الـ 100 والـ 400 متر، وغيرها من الألعاب الرياضية بإشراف مدربه اليوناني ايفان بسياكس، وفي مدينة كميل شمعون الرياضية وملاعب الجامعات اللبنانية كان له صولات وجولات مَثَّل فيها لبنان في عدة دورات عربية وعالمية ودورة البحر الأبيض المتوسط في ألعاب القوى وغيرها.

## مسرح كركلا الراقص
أسس عبد الحليم كركلا في عام 1968 مسرح كركلا للرقص، الذي تطور ليصبح أول وأبرز مسرح رقص في الشرق الأوسط، وخلق لغة جديدة قائمة على تخصصات التقنية الغربية المتشابكة مع الهوية والحركة والتقاليد التراث الثقافي العربي.
واجه عبد الحليم في البداية العديد من الصعوبات والعقبات بتأسيس مسرح راقص عربي بسبب عدم وجود مدارس متخصصة وقلة الراقصين المحترفين، إضافة إلى نظرة المجتمع السلبية السائدة إلى الرقص، لكنه نجح في النهاية بتكوين فريق من الراقصين لم يتجاوز عددهم الـ 15 راقصاً. وبعد مرور سنة على التدريبات المكثفة، قدَّم أول عمل له على تلفزيون لبنان بعنوان «الله مع الشباب»، وانتشرت أصداء الفرقة سريعاً.
دفع هذا النجاح كركلا للإتصال بالملحق الثقافي الفرنسي ليتفق معه على استئجار طابق كامل في “Stade de Chayla” ليكون مركزاً أساسياً لفرقته حمل عنوان «إلى العالم الآخر». ذاع صيت الفرقة بما يتعدى حدود لبنان، إلى أن أتته دعوة لمعرض أوساكا الدولي في اليابان ليمثل الشرق العربي. كان كركلا أنذاك يحضر أول عمل باليه متكامل له عام 1971م بعنوان «اليوم، بكرا، مبارح». فبدأ يحضر برنامجاً خاصاً لليابان «لبنان عبر التاريخ». ذهب إلى سعيد عقل ليطلعه على رغبة الدولة اليابانية بتعريف تاريخي عن لبنان، ليكون بمثابة افتتاحية للعمل الأكبر المنشود. وبالفعل ألقى سعيد عقل المقدمة بصوته وتُرجمت إلى الإنجليزية واليابانية. قدمت الفرقة العمل في افتتاح معرض أوساكا الدولي أمام الأمير «ميكازا» شقيق الإمبراطور «هيروهيتو»، أما كركلا فبقي في بيروت مع القسم الثاني من فرقته للتعاون مع الأخوين رحباني في مسرحية «ناس من ورق»، في قصر «البكاديللي» في بيروت.

## جوائز تقديرية
- 1972: جائزة سعيد عقل.
- 1973: وسام المجلس الثقافي الياباني.
- 1988: شهادة تقدير من سيناتور لوس أنجلوس.
- 1992: وسام الأرز الوطني رتبة فارس من الرئيس الياس الهراوي.
- 1992: وسام تقدير وثقافة من مؤسسة شكسبير في بريطانيا على عمله «حلم ليلة شرق».
- 1995: الوسام الثقافي من الرئيس التونسي زين العابدين بن علي.
- 2000: وسام الأرز الوطني رتبة ضابط من الرئيس اميل لحود.
- 2004: قدم الرئيس بوتفليقة لكركلا الوسام الأول عرفاناً بإبداعاته التي تسامت بالأداء الفني العربي إلى العالمية.
- 2005: وسام «الاستحقاق اللبناني المذهب» من الرئيس إميل لحود.
- 2008: وسام الاستقلال من الدرجة الاولى من الشيخ خليفة بن زايد آل نهيان رئيس دولة الإمارات الراحل تقديرا لإسهاماته المتميزة في مجال تطوير الفن والمسرح العربي، وبعد أن قدم العمل المسرحي والملحمة الفنية " زايد والحلم " في أبوظبي ضمن احتفالات دولة الإمارات بالعيد الوطني ال 37.[4]
- 2011: شهادة تقدير من عمدة لوس أنجلوس.
- 2012: منح الرئيس بوتفليقة كركلا أعلى وسام في الدولة الجزائرية «برتبة عهيد» اعترافاً بإبداعه الفني المتكامل، وأطلق عليه لقب «كركلا صديق الجزائر».
- 2012: وسام الأرز الوطني رتبة ضابط من الرئيس ميشال سليمان لإيفان كركلا تقديراً لنجاحات فرقة كركلا حول العالم.